# Lokoop
Die Lokoop AG (LAG) war ein von der Schweizerischen Südostbahn (SOB), der Mittelthurgaubahn (MThB) und dem Reisebüro Mittelthurgau (RMT) gegründetes Unternehmen zur Vermietung von Lokomotiven mit Sitz in Weinfelden.

## Geschichte
Seit Einführung des Taktfahrplans 1982 stiegen bei der Schweizerischen Südostbahn (SOB) die Fahrgastzahlen, der finanzielle Rahmen liess allerdings nur die Beschaffung von Gebrauchtfahrzeugen zu. Fündig wurde man bei der Deutschen Reichsbahn (DR) von welcher man ab 1990 die vierachsige 243 922 von 1989 und die sechsachsige 250 252 von 1984 mieten konnte. Die vergleichsweise modernen Lokomotiven standen allerdings nicht zum Verkauf, stattdessen bot die DR Lokomotiven der älteren Baureihe 242 (ursprünglich E 42) zum Kauf an, die ab 1993 abgestellt wurden, sich allerdings nur fürs Flachland eigneten.
Interesse an diesen hatte insbesondere die Mittelthurgaubahn (MThB), die den Einstieg in die Lokomotiven-Vermietung und den Schienengüterverkehr auf breiter Front plante. Die Liberalisierung des Schienengüterverkehrs war 1993 zwar erst in der Vorbereitung, allerdings war absehbar, dass weder die Schweizerischen Bundesbahnen (SBB), noch die Berner Alpenbahngesellschaft Bern-Lötschberg-Simplon (BLS) ihre gebirgstauglichen Lokomotiven an potentiell erwachsende Konkurrenten verkaufen würden. Die sogenannten KTU-Lokomotiven der Baureihe Re 456, waren zwar auf die 50-Promille-Rampen der SOB hin konzipiert worden, überstiegen allerdings die finanziellen Möglichkeiten der SOB und der MThB, wodurch sich ein Musterumbau der Baureihe 242 anbot.
Die einfache Rechnung der MThB lautete, dass für den Preis einer Neubaulokomotive gleich mehrere Exemplare der BR 242 quasi zum Schrottwert von der DR übernommen und voraussichtlich kostengünstig für Mehrfachtraktion und den Betrieb auf Steilstrecken hergerichtet werden können. Der günstige Preis würde dabei auch den Nachteil ausgleichen, dass je nach Zugslänge und Zugsgewicht zwischen zwei und vier Lokomotiven eingesetzt werden müssen. Für die Schaffung des hierfür notwendigen Lokomotivenpools konnte die SOB gewonnen werden, die ihren Fokus allerdings stark auf ihren Eigenbedarf setzte; das Reisebüro Mittelthurgau (RMT), welches älteres Rollmaterial zusammengekauft hatte und vor allem Nostalgie- und Sonderfahrten anbot, sah mit dem Lokomotivenpool ebenfalls die Möglichkeit günstig auf Traktionsleistungen zurückzugreifen bzw. diese zu vermitteln. Zu diesem Zweck wurde im Juli 1994 die Lokoop AG (LAG) gegründet.
Hatten die SOB und die MThB noch mit der DR verhandelt, wurde diese per 1. Januar 1994 von der neu zusammengeführten Deutsche Bahn AG (DB) abgelöst. Zwischen 1993 und 1995 wurden insgesamt 21 Exemplare importiert, wobei diese formell von der MThB (16 Stück) und der SOB (5 Stück) bezogen und jeweils bei Stadler Rail umgebaut wurden. Zur Ablieferung gelangten die Lokomotiven zuerst als Baureihe Ae 476. Bis 1995 wurden die zehn Lokomotiven 471–479 und 470 an die MThB, und die fünf Lokomotiven 465–469 an die SOB ausgeliefert.
Formell an Lokoop übertragen und in deren Nummernschema (Ae 477 900 ff.) überführt wurden die fertiggestellten Lokomotiven 1996, wobei die SOB «ihre» Ae 476 468 behielt; von den verbliebenen sechs Lokomotiven der MThB gingen zwei Stück direkt an die Chemins de fer fribourgeois Gruyère–Fribourg–Morat (GFM), während die übrigen vier schliesslich direkt von der Lokoop als Lokomotiven 914–917 übernommen wurden.
Die Liberalisierung des Schienengüterverkehrs in der Schweiz erfolgte 1999 und die Lokoop, die mehrheitlich als Güterverkehrssparte der MThB agierte, konnte mit günstigen Offerten durchaus Güterverkehrskunden der SBB abwerben. Zudem bestellte die MThB sechs Neubaulokomotiven von Bombardier Transportation, die der deutschen Baureihe 145 entsprachen; diese wurden im Jahr 2000 an die MThB geliefert und bei dieser als Re 486 651–656 immatrikuliert, allerdings meist in Güterverkehrsleistungen der Lokoop eingesetzt.
Im März 2001 wurde bekannt, dass die SOB und die Bodensee-Toggenburg-Bahn (BT) eine Fusion planen und dazu eine gemeinsame Absichtserklärung unterzeichnet hatten. Ging man anfänglich davon aus, dass das fusionierte Unternehmen die LAG-Beteiligung behalten würde, wurde im Rahmen der Unternehmensbewertung und der Fusionsverhandlungen entschieden den Anteil noch im selben Jahr vollständig zu verkaufen. Dies unterstrich den faktischen Status der Lokoop als Güterverkehrssparte der MThB, da im Grunde nur Leistungen für die Muttergesellschaft gefahren wurden.
Die finanzielle Schieflage der Mittelthurgaubahn (MThB) wurde im Laufe des Jahres 2002 offensichtlich, im Oktober 2002 musste das Unternehmen Insolvenz anmelden, womit unter anderem auch die Liquidation der Lokoop AG eingeleitet wurde. Die SBB übernahmen daraufhin mittels eines Paketvertrags, die Mitarbeiter, das Rollmaterial, das Depot und die Streckeninfrastruktur der MThB, sowie das Rollmaterial der Lokoop bestehend aus den 18 Lokomotiven des Typs Ae 477. Letztere wurden SBB Cargo zugewiesen und erhielten auf Papier die SBB-Bezeichnung Ae 411 001–018, wurden allerdings abgestellt. Bereits im März 2003 konnten die Lokomotiven an die Westfälische Almetalbahn (WAB) nach Deutschland verkauft werden, mit der vertraglichen Auflage diese nicht mehr in der Schweiz zu verwenden.
Im April 2003 erfolgte die letzte Generalversammlung der LAG, an welcher die Auflösung des Unternehmens beschlossen wurde. Der Beschluss wurde daraufhin im Handelsregister beim Unternehmensnamen mit dem amtlichen Zusatz in Liquidation ergänzt. Mit Ablauf der Mindestfristen für das ordentliche Liquidationsverfahren wurde das Unternehmen im Juli 2004 schliesslich amtlich aus dem Handelsregister gelöscht.
Gemäss Mitteilung der SBB durch das Tochterunternehmen Thurbo im Oktober 2002, welchem grosse Teile der MThB für den geplanten eigenen Betrieb übertragen wurden, bestanden bei der Lokoop isoliert betrachtet Bankverbindlichkeiten über 9,2 Millionen Franken, was selbst nach Abschreibungen Investitionskosten in der Höhe von gut 500'000 Franken pro Lokomotive entsprach. Die vier ehemaligen Re 4/4I der SBB, die nach ihrer Ausrangierung von Privaten aufgekauft und später über die öffentlichkeitsscheue Classic Rail zur Gebrauchsleihe an die MThB/RMT/LAG übergeben wurden, gingen an die Eigentümer zurück. Die sechs Re 486 wurden für die verhältnismässig junge SBB Cargo zu einem ersten Anwendungsfall für die Lokomotivenvermietung im Ausland. Mit 35 Exemplaren der Nachfolgegeneration Traxx AC1 in Ablieferung und weiteren 15 Exemplaren der Traxx AC2 in den Auftragsbüchern verkaufte man die nur noch in Deutschland einsatzfähige Kleinserie allerdings 2005 an Mitsui Rail Capital Europe.
Nach Löschung der Lokoop gingen unabhängig davon auch die übrigen verbliebenen «Erinnerungsstücke» wieder nach Deutschland: die GFM aus welcher mittlerweile die Freiburgischen Verkehrsbetriebe (TPF) geworden waren, verkauften 2006 ihre beiden Lokomotiven (Ae 417 191–192) an die damalige Eggegebirgsbahn. Am längsten überlebte die SOB-Maschine 468, die unter der fusionierten SOB die Bezeichnung Ae 476 012 erhalten hatte: sie ging 2008 wie zuvor die Lokoop-Maschinen an die WAB.

## Rollmaterial
| Baureihe                                                                               | Baureihe    | Hersteller    | Baujahr     | Herkunft    | Stückzahl   | Stückzahl   | Ausrangiert | Bemerkungen            |             |
| Serie                                                                                  | Nummern     | Hersteller    | Baujahr     | Herkunft    | total       | Liq.        | Ausrangiert | Bemerkungen            |             |
| Lokomotiven                                                                            | Lokomotiven | Lokomotiven   | Lokomotiven | Lokomotiven | Lokomotiven | Lokomotiven | Lokomotiven | Lokomotiven            | Lokomotiven |
| -------------------------------------------------------------------------------------- | ----------- | ------------- | ----------- | ----------- | ----------- | ----------- | ----------- | ---------------------- | ----------- |
| Ae 477                                                                                 | 900–909     | LEW (Um) STAG | 1967–1971   | MThB (1996) | (Üb)010     | 0           | 2002        | ex MThB Ae 476 470–479 |             |
| Ae 477                                                                                 | 910–912     | LEW (Um) STAG | 1967–1971   | SOB (1996)  | (Üb)04      | 0           | 2002        | ex SOB Ae 476 465–467  |             |
| Ae 477                                                                                 | 913         | LEW (Um) STAG | 1976        | SOB (1996)  | (Üb)04      | 0           | 2002        | ex SOB Ae 476 469      |             |
| Ae 477                                                                                 | 914–915     | LEW (Um) STAG | 1976        | DB (1996)   | (Üb)04      | 0           | 2002        | ex DB 142 288, 287     |             |
| Ae 477                                                                                 | 916–917     | LEW (Um) STAG | 1968        | DB (1996)   | (Üb)04      | 0           | 2002        | ex DB 142 134, 154     |             |
| Üb = Übernahme aus fremden Bestand (Gebrauchtfahrzeug); Um = Umbau aus eigenem Bestand |             |               |             |             |             |             |             |                        |             |